# Source 2
Source 2 — це ігровий рушій, розроблений американською компанією Valve Corporation для її відеоігор.
Його попередник Source був використаний в Half-Life 2 2004 року, пізніше використаний у ряді ігор компанії, в тому числі Portal, Portal 2, Dota 2 і кількох останніх іграх серії Counter-Strike, окрім CS2; завдяки своїй модульній структурі рушій постійно допрацьовується, підтримуючись на актуальному рівні, і має численні внутрішні версії.
Пізніше Valve розробили Source 2, що став новою галуззю ігрової індустрії компанії.

## Ігри та програми, які використовують Source 2
| Назва            | Дата виходу                         | Платформи                           | Опис |
| ---------------- | ----------------------------------- | ----------------------------------- | --- |
| Dota 2           | 9 вересня 2015 року                 | Windows, macOS, Linux               | З оновленням Reborn Dota 2 була переведена на Source 2 з першого покоління рушія.                                               |
| The Lab          | 5 квітня 2016 року                  | Windows                             | Збірник невеликих ігор для пристрою віртуальної реальності HTC Vive. Частина епізодів створена на Source 2, частина — на Unity. |
| Destinations     | 9 червня 2016 року                  | Windows                             | Набір інструментів для створення ігрових рівнів для шоломів віртуальної реальності.                                             |
| Artifact         | 28 листопада 2018 року              | Windows, macOS, Linux, iOS, Android | Відеогра у всесвіті Dota 2. |
| Dota Underlords  | 13 червня 2019 року (ранній доступ) | Windows, macOS, Linux, iOS, Android | Відеогра, заснована на модифікації Auto Chess для Dota 2 від Drodo Studios Dota.                                                |
| Half-Life: Alyx  | Березень 2020 року                  | Windows                             | Гра в серії Half-Life для окулярів віртуальної реальності. Приквел Half-Life 2.                                                 |
| Counter-Strike 2 | 27 вересня 2023                     | Windows та Linux                    | Окрема гра, яка замістила собою CS:GO, ввівши в геймплей та графіку багато нового.                                              |